# Johan Alkenäs
Carl Johan Axel Alkenäs, född 13 maj 1974, är en svensk låtskrivare och producent.  Han har bland annat skrivit låten "Rotten to the Core" för den amerikanska filmen "Descendants". Han har även skrivit låtarna "In Too Deep" som tävlade för Serbien i Eurovision Song Contest 2017 och "Nobody but You" som kommer representera Österrike i  Eurovision Song Contest 2018.